# Monohelea smeei
Monohelea smeei är en tvåvingeart som beskrevs av Tokunaga 1963. Monohelea smeei ingår i släktet Monohelea och familjen svidknott. Inga underarter finns listade i Catalogue of Life.